# Randolph (Vermont)
Randolph ist eine Town im Orange County des Bundesstaates Vermont in den Vereinigten Staaten und mit 4774 Einwohnern (laut Volkszählung von 2020) die mit Abstand größte Gemeinde im Orange County.

## Geografie

### Geografische Lage
Randolph liegt im Südwesten des Orange Countys. Der White River fließt durch den westlichen Teil in nördlicher Richtung und seine Zuflüsse durch den östlichen Teil in südlicher Richtung, um bei Royalton in den White River zu münden. Es gibt nur kleinere Seen auf dem Gebiet der Town. Das Gelände ist hügelig, ohne größere Erhebungen. Die höchste Erhebung ist der 575 m hohe Old Hurricane Hill.

### Nachbargemeinden
Alle Entfernungen sind als Luftlinien zwischen den offiziellen Koordinaten der Orte aus der Volkszählung 2010 angegeben.
- Norden: Northfield, 25,0 km
- Nordosten: Chelsea, 17,5 km
- Osten: Fairlee, 40,5 km
- Südosten: Tunbridge, 15,0 km
- Süden: Bethel, 12,0 km
- Südwesten: Proctor, 44,0 km
- Westen: Braintree, 11,3 km
- Nordwesten: Warren, 24,0 km

### Stadtgliederung
Im Bereich der Town gibt es zwei wesentliche Siedlungskerne: das Village Randolph und Randolph Center. Zwei historische Siedlungskerne, East Randolph und West Randolph, sind heute nicht mehr existent.

### Klima
Die mittlere Durchschnittstemperatur in Randolph liegt zwischen −9,44 °C (15 °Fahrenheit) im Januar und 18,3 °C (65 °Fahrenheit) im Juli. Damit ist der Ort gegenüber dem langjährigen Mittel der USA um etwa 9 Grad kühler. Die Schneefälle zwischen Mitte Oktober und Mitte Mai liegen mit mehr als zwei Metern etwa doppelt so hoch wie die mittlere Schneehöhe in den USA. Die tägliche Sonnenscheindauer liegt am unteren Rand des Wertespektrums der USA, zwischen September und Mitte Dezember sogar deutlich darunter.

## Geschichte
Ausgerufen am 2. Oktober 1780, wurde das neue Siedlungsland am 29. Juni 1781 an eine Gruppe Siedler aus Hanover in New Hampshire verkauft. Die konstituierende Stadtversammlung fand am 31. März 1783 statt. Ein erstes Meeting House, also ein Gemeinde- und Bethaus, wurde 1792 errichtet und 1838 durch einen Neubau an gleicher Stelle ersetzt. Die Town war in erster Linie landwirtschaftlich ausgerichtet und produzierte, neben vielen anderen Grundstoffen, vor allem Kartoffeln, Hafer, Schafe und Wolle. Zwei Zuläufe des White River boten die Möglichkeit, verschiedene Wassermühlen zu errichten. Am 8. November 1806 wurde zudem die – nicht mehr bestehende – Orange County Grammar School (auch: Randolph Academy), die Hochschule des Countys, in Randolph Center gegründet und im folgenden Jahr das Schulhaus errichtet. Um 1840 wurde angemerkt, die Schule wäre sehr gut mit Gerätschaften ausgestattet und ihre Bibliothek würde stolze 300 Bände umfassen.

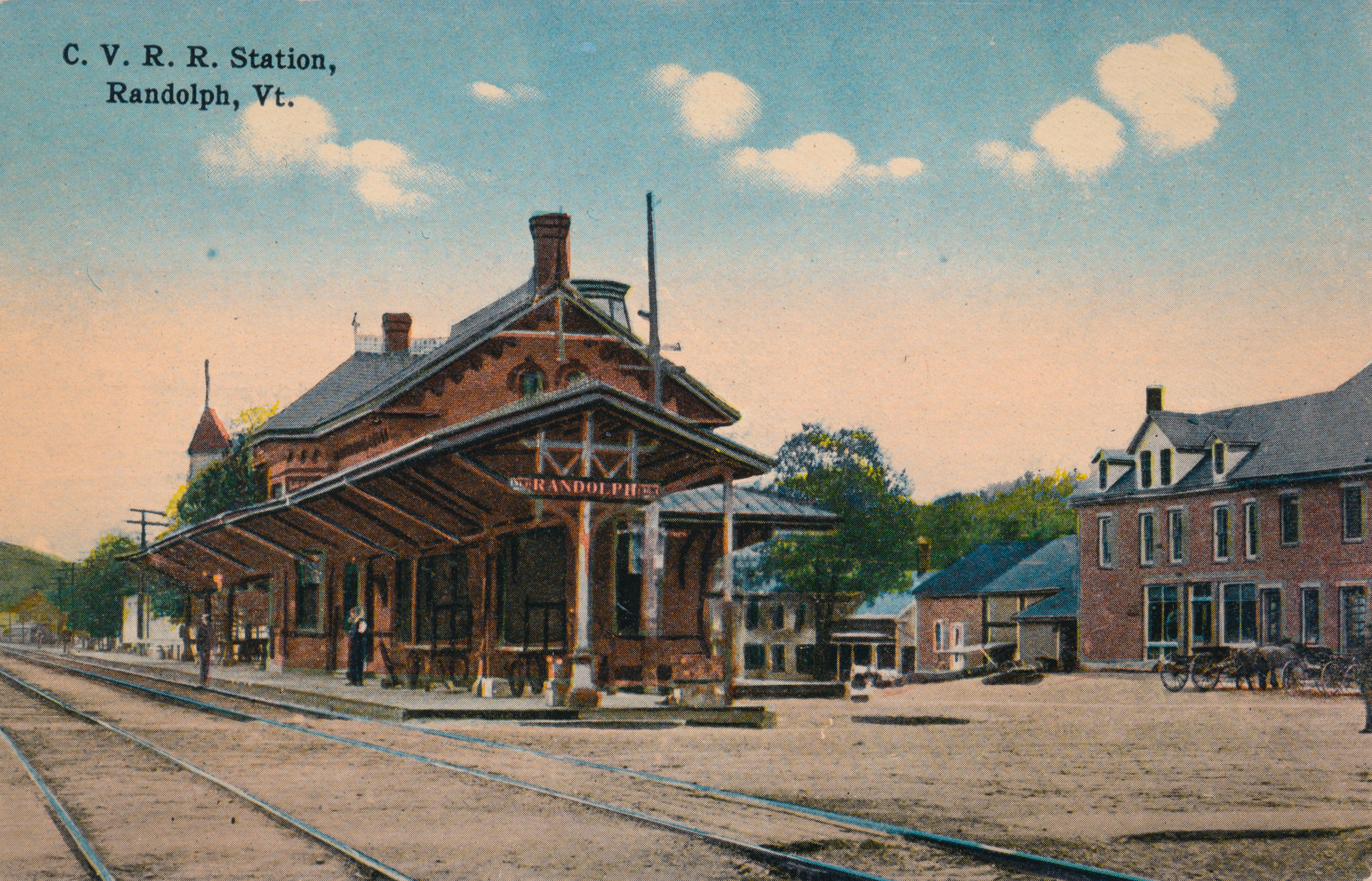
Bahnstation etwa 1915

1848 war die Gemeinde an die Bahnstrecke Windsor–Burlington angebunden und mit einem eigenen Bahnhof ausgestattet worden. Die Strecke wird bis zum heutigen Tag betrieben; der Personenverkehr war allerdings einige Jahre eingestellt. Heute wird die Station Randolph durch einen täglichen Expresszug The Vermonter bedient, der den Ort an Washington D.C. anschließt.
Neben den üblichen landwirtschaftlichen Kleinindustrien, die den Hauptteil der Bevölkerung der Town ernähren, stellt Randolph auch ein künstlerisches Zentrum der weiten Umgebung dar. Seit 1907 existiert das Chandler Center for the Arts, eine community-basierte Kunstvereinigung, die in Randolph ein als Konzerthalle und Kunstgalerie genutztes Gebäude unterhält und ganzjährig Aufführungen und Ausstellungen organisiert.
In der Hauptsiedlung Randolph sind je eine episkopale, eine methodistische und eine römisch-katholische Kirche angesiedelt; zusätzlich gibt es eine Gemeinde der United Church of Christ mit einer zusätzlichen Gemeinde in Randolph Center. Im Ort sind alle Schulformen bis zur High School vertreten. Ein Hospital stellt die medizinische Versorgung der weiten Umgebung sicher. Die hauptsächliche Verkehrsverbindung ist die Interstate 89, die die Town von Nord nach Süd durchquert.

### Einwohnerentwicklung
| Jahr      | 1700 | 1710 | 1720 | 1730 | 1740 | 1750 | 1760 | 1770 | 1780 | 1790 |
| --------- | ---- | ---- | ---- | ---- | ---- | ---- | ---- | ---- | ---- | ---- |
| Einwohner |      |      |      |      |      |      |      |      |      | 892  |
| Jahr      | 1800 | 1810 | 1820 | 1830 | 1840 | 1850 | 1860 | 1870 | 1880 | 1890 |
| Einwohner | 1841 | 2255 | 2487 | 2743 | 2678 | 2666 | 2502 | 2829 | 2910 | 3232 |
| Jahr      | 1900 | 1910 | 1920 | 1930 | 1940 | 1950 | 1960 | 1970 | 1980 | 1990 |
| Einwohner | 3141 | 3191 | 3010 | 3166 | 3278 | 3499 | 3414 | 3882 | 4689 | 4764 |
| Jahr      | 2000 | 2010 | 2020 | 2030 | 2040 | 2050 | 2060 | 2070 | 2080 | 2090 |
| Einwohner | 4853 | 4778 | 4774 |      |      |      |      |      |      |      |

## Wirtschaft und Infrastruktur

### Verkehr
Zentral durch die Town führt in nordsüdlicher Richtung die Interstate 89 von Brookfield im Norden nach Royalton im Süden. Im Osten führt die Vermont Route 14 und im Westen die Vermont Route 12 ebenfalls in Nordsüdrichtung durch die Town. Verbunden sind diese zentral in westöstlicher Richtung durch die Vermont Route 66. Die Bahnstrecke Windsor–Burlington hatte eine Haltestelle in Randolph. Heute wird die Station Randolph durch einen täglichen Expresszug The Vermonter bedient, die den Ort an Washington D.C. anschließt.

### Öffentliche Einrichtungen
Das Gifford Medical Center befindet sich in Randolph. Es ist auch das für die Region zuständige Krankenhaus und ein größerer Arbeitgeber in Randolph.

### Bildung

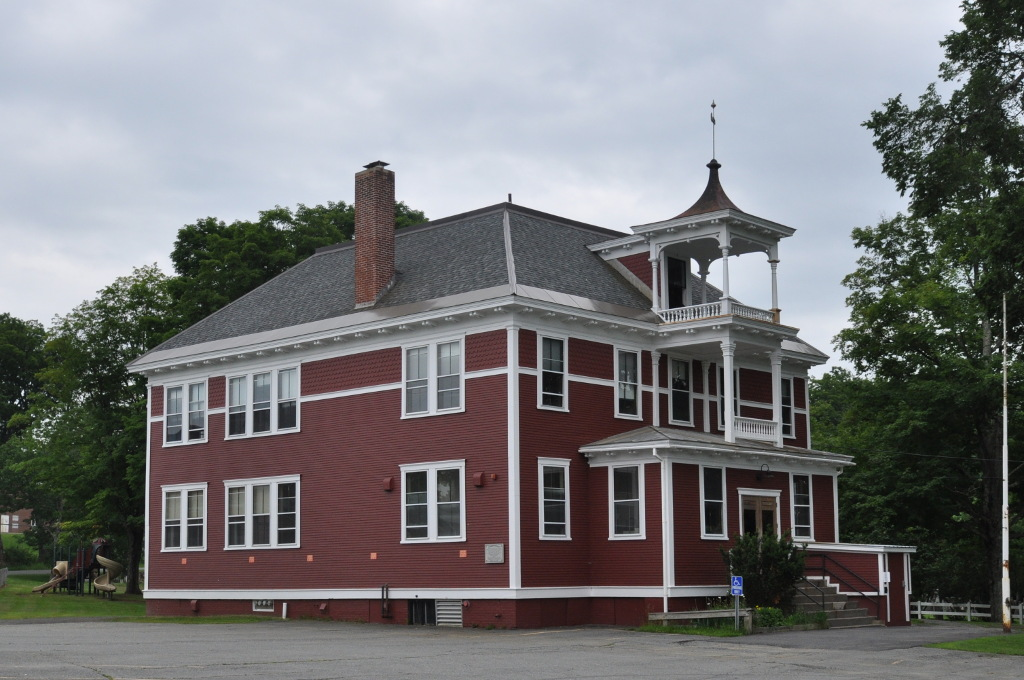
Ehemalige Randolph Center School

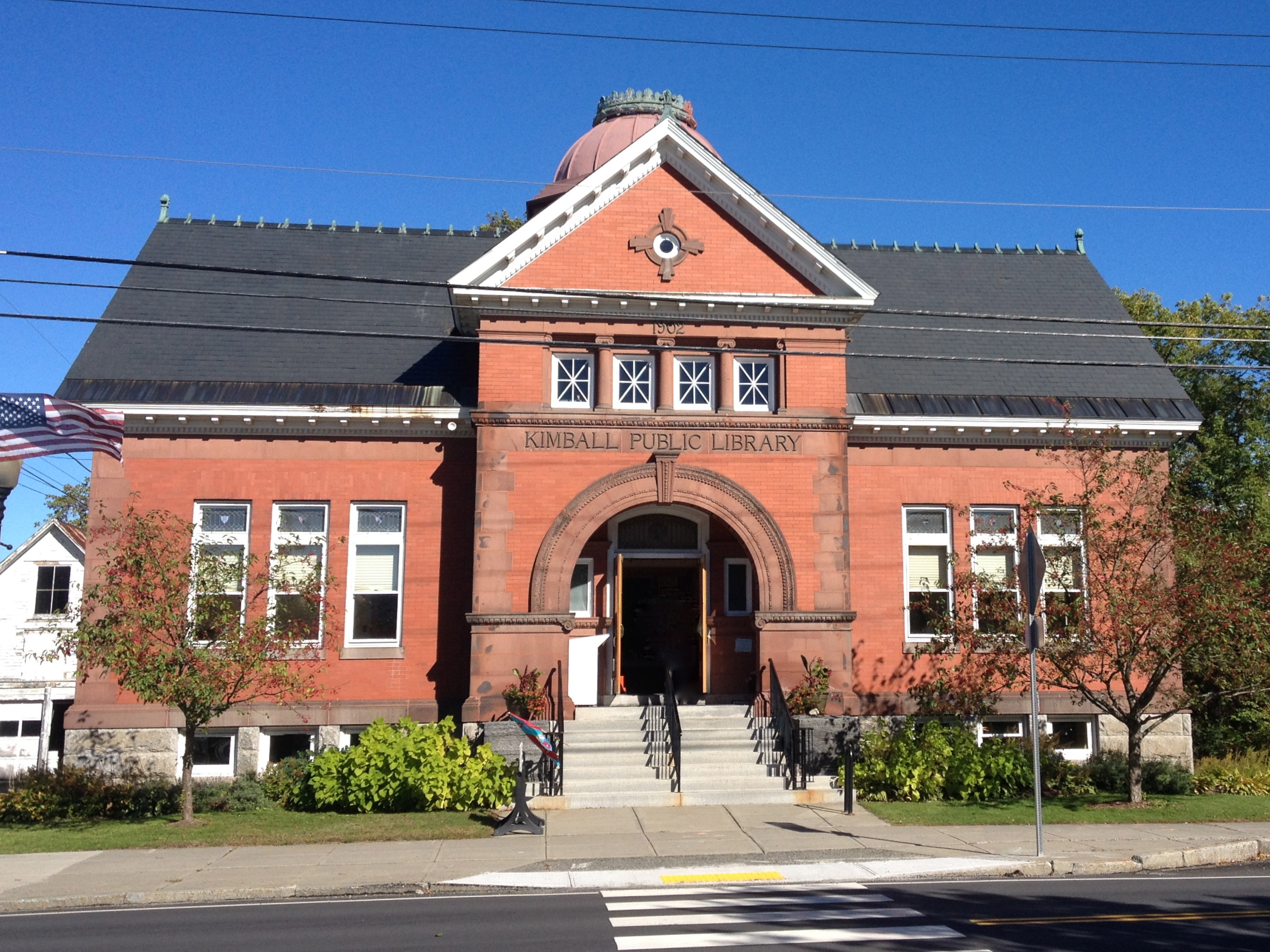
Kimball Public Library

Randolph gehört zur Orange Southwest Supervisory Union.
In Randolph befindet sich die Randolph Elementary School, sie wurde im Jahr 2000 gegründet, als die ehemaligen Schulen Randolph Village School, Randolph Center School und East Randolph School in der Randolph Elementary School zusammengefasst wurden. Es gibt Klassen vom Kindergarten bis zur sechsten Schulklasse.
Die Randolph Union High School entstand 1954 aus dem Zusammenschluss der High Schools von Randolph, Braintree und Brookfield. Eine Junior High School wurde 1967 hinzugefügt. Mehr als 500 Schülerinnen und Schüler besuchen die Klassen vom siebten bis zum zwölften Schuljahr. Sie geht zurück auf die West Randolph Academy, die im Jahr 1847 gegründet wurde.
Das Randolph Technical Career Center bietet eine weiterführende akademische und technische Ausbildung an und ist der Randolph Union High School angegliedert.
Eine Universitäre Ausbildung bietet das Vermont Technical College in Randolph.
Die Randolph Public Library wurde im Jahr 1896 gegründet. Der Staat Vermont spendete der Bücherei 134 Bücher als Grundstock. Weitere Spenden und Schenkungen ließen den Bestand kontinuierlich wachsen. Im Jahr 1901 spendete Colonel Robert J. Kimball 10.000 $, um ein passendes Gebäude zu errichten. Es wurde aus roten Ziegelsteinen ein Gebäude im Stil des Renaissance Revival an der Main Street, neben der Chandler Music Hall, errichtet und im Jahr 1903 eingeweiht. Die Bibliothek wurde anschließend in Kimball Public Library umbenannt.

## Persönlichkeiten

### Söhne und Töchter der Stadt
- John Hutchinson (1830–1887), Jurist und Politiker
- Charles J. Adams (1917–2008), Jurist, Politiker und Vermont Attorney General
- William H. Dubois (1835–1907), Kaufmann, Bankier, Politiker und Vermont State Treasurer
- Nico Muhly (* 1981), klassischer Komponist, Filmkomponist
- Zosia Mamet (* 1988), Schauspielerin
- Cody Marshall (* 1982), Skirennläufer
- Chelsea Marshall (* 1986), Skirennläuferin

### Persönlichkeiten, die vor Ort gewirkt haben
- Harry H. Cooley (1893–1986), Farmer, Politiker und Secretary of State von Vermont
- Lebbeus Egerton (1773–1846), Vermonter Offizier der Miliz, Farmer und Vizegouverneur von Vermont